# Sri Lanka van A tot Z

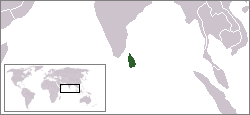
Locatie van Sri Lanka

## A
Adamsbrug - Adam's Peak - Anuradhapura - Aziatische weg 44

## B
Batticaloa - Blyth's schildstaartslang - Boeddhisme - Burgher

## C
Ceylon - Ceylon-olifant - Colombo - Commonwealth of Nations

## D
Dambulla - Delft (eiland) - Dutch Burghers

## G
Galle - Golf van Bengalen - Gouden tempel van Dambulla - Geschiedenis van Sri Lanka

## H
Hambantota (district) - Hambantota (plaats) - Hindoeïsme - Tony Hoare

## I
Gustaaf Willem baron van Imhoff - Indische Oceaan - Indische subcontinent - ISO 3166-2:LK

## J
Jaffna

## K
Kalmunai - Kandy - Kaneel - Kotte - Chandrika Kumaratunga - Kalutara

## L
Lijst van heersers van Ceylon

## M
Matara (district) - Mataram (stad)

## N
Nootmuskaat

## P
Pha Bang - Pidurutalagala - Point Pedro - Polonnaruwa - Provincies van Sri Lanka

## R
Ramayana

## S
Sri Lanka - Sri Lankaans voetbalelftal - Singalezen - Singalees - Sri Jayewardenapura Kotte

## T
Tamil - Tamil tijgers - Tamils - Trincomalee (stad) - Trincomalee (district)

## U
Unawatuna

## W
Sebald de Weert - Lionel Wendt

## Z
Zeekrokodil - Zirkoon (mineraal)